# Кубок Англії з футболу 1951—1952
Кубок Англії з футболу 1951—1952 — 71-й розіграш найстарішого футбольного турніру у світі, Кубка виклику Футбольної Асоціації, також відомого як Кубок Англії. Вп'яте титул здобув Ньюкасл Юнайтед (вдруге поспіль).

## Перший раунд
| Дата                      | Господарі                   | Рахунок | Гості                      |
| ------------------------- | --------------------------- | ------- | -------------------------- |
| 24 листопада              | Барроу                      | 0:2     | Честерфілд                 |
| 24 листопада              | Нельсон                     | 0:4     | Олдем Атлетік              |
| 24 листопада              | Тонбрідж                    | 0:0     | Олдершот                   |
| 28 листопада Перегравання | Олдершот                    | 3:2     | Тонбрідж                   |
| 24 листопада              | Редінг                      | 1:0     | Волсолл                    |
| 24 листопада              | Лейтон                      | 3:0     | Чіппенгем Таун             |
| 24 листопада              | Грімсбі Таун                | 4:0     | Дарлінгтон                 |
| 24 листопада              | Кру Александра              | 2:4     | Лінкольн Сіті              |
| 24 листопада              | Свіндон Таун                | 2:0     | Бедфорд Таун               |
| 24 листопада              | Стоктон                     | 1:1     | Менсфілд Таун              |
| 28 листопада Перегравання | Менсфілд Таун               | 0:2     | Стоктон                    |
| 24 листопада              | Рексем                      | 3:0     | Галіфакс Таун              |
| 24 листопада              | Транмер Роверз              | 4:2     | Гул Таун                   |
| 24 листопада              | Стокпорт Каунті             | 2:2     | Ґейтсгед                   |
| 28 листопада Перегравання | Ґейтсгед                    | 1:1     | Стокпорт Каунті            |
| 3 грудня Перегравання     | Стокпорт Каунті             | 1:2     | Ґейтсгед                   |
| 24 листопада              | Лейтонстоун                 | 2:0     | Шрусбері Таун              |
| 24 листопада              | Бангор Сіті                 | 2:2     | Саутпорт                   |
| 27 листопада Перегравання | Саутпорт                    | 3:0     | Бангор Сіті                |
| 24 листопада              | Аккрінгтон Стенлі           | 1:2     | Честер                     |
| 24 листопада              | Айлесбері Юнайтед           | 0:5     | Вотфорд                    |
| 24 листопада              | Бристоль Роверз             | 3:0     | Кеттерінг Таун             |
| 24 листопада              | Кінгс-Лінн                  | 1:3     | Ексетер Сіті               |
| 24 листопада              | Брайтон енд Гоув Альбіон    | 1:2     | Бристоль Сіті              |
| 24 листопада              | Норвіч Сіті                 | 3:2     | Нортгемптон Таун           |
| 24 листопада              | Бредфорд Сіті               | 6:1     | Карлайл Юнайтед            |
| 24 листопада              | Міллволл                    | 1:0     | Плімут Аргайл              |
| 24 листопада              | Крістал Пелес               | 0:1     | Джиллінгем                 |
| 24 листопада              | Віттон Альбіон              | 2:1     | Гейнсборо Триніті          |
| 24 листопада              | Саутенд Юнайтед             | 6:1     | Борнмут енд Боском Атлетік |
| 24 листопада              | Гартліпул Юнайтед           | 2:0     | Ріл                        |
| 24 листопада              | Сканторп-енд-Ліндсі Юнайтед | 5:0     | Біллінгем Синтонія         |
| 24 листопада              | Блайт Спартанс              | 2:1     | Бішоп Окленд               |
| 24 листопада              | Ньюпорт Каунті              | 4:0     | Баррі Таун                 |
| 24 листопада              | Торкі Юнайтед               | 3:2     | Бромлі                     |
| 24 листопада              | Йорк Сіті                   | 1:1     | Бредфорд Парк-Авеню        |
| 28 листопада Перегравання | Бредфорд Парк-Авеню         | 1:1     | Йорк Сіті                  |
| 3 грудня Перегравання     | Йорк Сіті                   | 0:4     | Бредфорд Парк-Авеню        |
| 24 листопада              | Гілфорд Сіті                | 4:1     | Герефорд Юнайтед           |
| 24 листопада              | Роумарш Велфар              | 1:4     | Бакстон                    |
| 24 листопада              | Блекгол Кольєрі Велфар      | 2:5     | Воркінгтон                 |
| 24 листопада              | Колчестер Юнайтед           | 3:1     | Порт Вейл                  |
| 24 листопада              | Лейтон Орієнт               | 2:2     | Голстон                    |
| 29 листопада Перегравання | Голстон                     | 0:0     | Лейтон Орієнт              |
| 3 грудня Перегравання     | Лейтон Орієнт               | 5:4     | Голстон                    |
| 24 листопада              | Браш Спортс                 | 2:3     | Веймут                     |
| 24 листопада              | Мертір-Тідвіл               | 2:2     | Іпсвіч Таун                |
| 5 грудня Перегравання     | Іпсвіч Таун                 | 1:0     | Мертір-Тідвіл              |
| 24 листопада              | Ілкстон Таун                | 0:2     | Рочдейл                    |
| 24 листопада              | Барнстапл Таун              | 2:2     | Фолкстон                   |
| 28 листопада Перегравання | Фолкстон                    | 5:2     | Барнстапл Таун             |

## Другий раунд
До другого раунду увійшли переможці першого раунду. 
| Дата                   | Господарі                   | Рахунок | Гості                       |
| ---------------------- | --------------------------- | ------- | --------------------------- |
| 15 грудня              | Честер                      | 5:2     | Лейтон                      |
| 15 грудня              | Вотфорд                     | 1:2     | Гартліпул Юнайтед           |
| 15 грудня              | Редінг                      | 1:1     | Саутпорт                    |
| 18 грудня Перегравання | Саутпорт                    | 1:1     | Редінг                      |
| 1 січня Перегравання   | Редінг                      | 2:0     | Саутпорт                    |
| 15 грудня              | Джиллінгем                  | 0:3     | Рочдейл                     |
| 15 грудня              | Лінкольн Сіті               | 3:1     | Грімсбі Таун                |
| 15 грудня              | Свіндон Таун                | 3:3     | Торкі Юнайтед               |
| 19 грудня Перегравання | Торкі Юнайтед               | 1:1     | Свіндон Таун                |
| 2 січня Перегравання   | Свіндон Таун                | 3:1     | Торкі Юнайтед               |
| 15 грудня              | Стоктон                     | 2:1     | Фолкстон                    |
| 15 грудня              | Рексем                      | 1:1     | Лейтон Орієнт               |
| 19 грудня Перегравання | Лейтон Орієнт               | 3:2     | Рексем                      |
| 15 грудня              | Іпсвіч Таун                 | 4:0     | Ексетер Сіті                |
| 15 грудня              | Бакстон                     | 4:3     | Олдершот                    |
| 15 грудня              | Транмер Роверз              | 1:1     | Блайт Спартанс              |
| 19 грудня Перегравання | Блайт Спартанс              | 1:1     | Транмер Роверз              |
| 3 січня Перегравання   | Транмер Роверз              | 2:2     | Блайт Спартанс              |
| 7 січня Перегравання   | Транмер Роверз              | 5:1     | Блайт Спартанс              |
| 15 грудня              | Лейтонстоун                 | 2:2     | Ньюпорт Каунті              |
| 20 грудня Перегравання | Ньюпорт Каунті              | 3:0     | Лейтонстоун                 |
| 15 грудня              | Бристоль Роверз             | 2:0     | Веймут                      |
| 15 грудня              | Норвіч Сіті                 | 3:1     | Честерфілд                  |
| 15 грудня              | Міллволл                    | 0:0     | Сканторп-енд-Ліндсі Юнайтед |
| 20 грудня Перегравання | Сканторп-енд-Ліндсі Юнайтед | 3:0     | Міллволл                    |
| 15 грудня              | Віттон Альбіон              | 3:3     | Воркінгтон                  |
| 20 грудня Перегравання | Воркінгтон                  | 1:0     | Віттон Альбіон              |
| 15 грудня              | Саутенд Юнайтед             | 5:0     | Олдем Атлетік               |
| 15 грудня              | Бредфорд Парк-Авеню         | 3:2     | Бредфорд Сіті               |
| 15 грудня              | Ґейтсгед                    | 2:0     | Гілфорд Сіті                |
| 15 грудня              | Колчестер Юнайтед           | 2:1     | Бристоль Сіті               |

## Третій раунд
| Дата                  | Господарі                   | Рахунок | Гості                   |
| --------------------- | --------------------------- | ------- | ----------------------- |
| 12 січня              | Бернлі                      | 1:0     | Гартліпул Юнайтед       |
| 12 січня              | Ліверпуль                   | 1:0     | Воркінгтон              |
| 12 січня              | Рочдейл                     | 0:2     | Лідс Юнайтед            |
| 12 січня              | Редінг                      | 0:3     | Свонсі Сіті             |
| 12 січня              | Лестер Сіті                 | 1:1     | Ковентрі Сіті           |
| 14 січня Перегравання | Ковентрі Сіті               | 4:1     | Лестер Сіті             |
| 12 січня              | Ноттс Каунті                | 4:0     | Стоктон                 |
| 12 січня              | Ноттінгем Форест            | 2:2     | Блекберн Роверз         |
| 16 січня Перегравання | Блекберн Роверз             | 2:0     | Ноттінгем Форест        |
| 12 січня              | Мідлсбро                    | 2:2     | Дербі Каунті            |
| 16 січня Перегравання | Дербі Каунті                | 0:2     | Мідлсбро                |
| 12 січня              | Вест-Бромвіч Альбіон        | 4:0     | Болтон Вондерерз        |
| 12 січня              | Сандерленд                  | 0:0     | Сток Сіті               |
| 14 січня Перегравання | Сток Сіті                   | 3:1     | Сандерленд              |
| 12 січня              | Лутон Таун                  | 1:0     | Чарльтон Атлетік        |
| 12 січня              | Донкастер Роверз            | 2:0     | Бакстон                 |
| 12 січня              | Шеффілд Юнайтед             | 2:0     | Ньюпорт Каунті          |
| 12 січня              | Іпсвіч Таун                 | 2:2     | Ґейтсгед                |
| 16 січня Перегравання | Ґейтсгед                    | 3:3     | Іпсвіч Таун             |
| 21 січня Перегравання | Іпсвіч Таун                 | 1:2     | Ґейтсгед                |
| 12 січня              | Ньюкасл Юнайтед             | 4:2     | Астон Вілла             |
| 12 січня              | Манчестер Сіті              | 2:2     | Вулвергемптон Вондерерз |
| 16 січня Перегравання | Вулвергемптон Вондерерз     | 4:1     | Манчестер Сіті          |
| 12 січня              | Фулгем                      | 0:1     | Бірмінгем Сіті          |
| 12 січня              | Барнслі                     | 3:0     | Колчестер Юнайтед       |
| 12 січня              | Брентфорд                   | 3:1     | Квінз Парк Рейнджерс    |
| 12 січня              | Бристоль Роверз             | 2:0     | Престон Норт-Енд        |
| 12 січня              | Портсмут                    | 4:0     | Лінкольн Сіті           |
| 12 січня              | Вест Гем Юнайтед            | 2:1     | Блекпул                 |
| 12 січня              | Манчестер Юнайтед           | 0:2     | Галл Сіті               |
| 12 січня              | Норвіч Сіті                 | 0:5     | Арсенал                 |
| 12 січня              | Челсі                       | 2:2     | Честер                  |
| 16 січня Перегравання | Честер                      | 2:3     | Челсі                   |
| 12 січня              | Саутенд Юнайтед             | 3:0     | Саутгемптон             |
| 12 січня              | Бредфорд Парк-Авеню         | 2:1     | Шеффілд Венсдей         |
| 12 січня              | Сканторп-енд-Ліндсі Юнайтед | 0:3     | Тоттенгем Готспур       |
| 12 січня              | Гаддерсфілд Таун            | 1:2     | Транмер Роверз          |
| 12 січня              | Кардіфф Сіті                | 1:1     | Свіндон Таун            |
| 16 січня Перегравання | Свіндон Таун                | 1:0     | Кардіфф Сіті            |
| 12 січня              | Ротергем Юнайтед            | 2:1     | Бері                    |
| 12 січня              | Лейтон Орієнт               | 0:0     | Евертон                 |
| 16 січня Перегравання | Евертон                     | 1:3     | Лейтон Орієнт           |

## Четвертий раунд
У цьому раунді зіграли переможці попереднього етапу.
| Дата                   | Господарі         | Рахунок | Гості                   |
| ---------------------- | ----------------- | ------- | ----------------------- |
| 2 лютого               | Бернлі            | 2:0     | Ковентрі Сіті           |
| 2 лютого               | Ліверпуль         | 2:1     | Вулвергемптон Вондерерз |
| 2 лютого               | Ноттс Каунті      | 1:3     | Портсмут                |
| 2 лютого               | Блекберн Роверз   | 2:0     | Галл Сіті               |
| 2 лютого               | Мідлсбро          | 1:4     | Донкастер Роверз        |
| 2 лютого               | Лутон Таун        | 2:2     | Брентфорд               |
| 6 лютого Перегравання  | Брентфорд         | 0:0     | Лутон Таун              |
| 18 лютого Перегравання | Лутон Таун        | 3:2     | Брентфорд               |
| 2 лютого               | Свіндон Таун      | 1:1     | Сток Сіті               |
| 4 лютого Перегравання  | Сток Сіті         | 0:1     | Свіндон Таун            |
| 2 лютого               | Тоттенгем Готспур | 0:3     | Ньюкасл Юнайтед         |
| 2 лютого               | Вест Гем Юнайтед  | 0:0     | Шеффілд Юнайтед         |
| 6 лютого Перегравання  | Шеффілд Юнайтед   | 4:2     | Вест Гем Юнайтед        |
| 2 лютого               | Челсі             | 4:0     | Транмер Роверз          |
| 2 лютого               | Саутенд Юнайтед   | 2:1     | Бристоль Роверз         |
| 2 лютого               | Свонсі Сіті       | 3:0     | Ротергем Юнайтед        |
| 2 лютого               | Арсенал           | 4:0     | Барнслі                 |
| 2 лютого               | Лідс Юнайтед      | 2:0     | Бредфорд Парк-Авеню     |
| 2 лютого               | Ґейтсгед          | 0:2     | Вест-Бромвіч Альбіон    |
| 2 лютого               | Бірмінгем Сіті    | 0:1     | Лейтон Орієнт           |

## П'ятий раунд
На цьому етапі зіграли переможці попереднього раунду.
| Дата                   | Господарі       | Рахунок | Гості                |
| ---------------------- | --------------- | ------- | -------------------- |
| 23 лютого              | Бернлі          | 2:0     | Ліверпуль            |
| 23 лютого              | Блекберн Роверз | 1:0     | Вест-Бромвіч Альбіон |
| 23 лютого              | Портсмут        | 4:0     | Донкастер Роверз     |
| 23 лютого              | Лутон Таун      | 3:1     | Свіндон Таун         |
| 23 лютого              | Свонсі Сіті     | 0:1     | Ньюкасл Юнайтед      |
| 23 лютого              | Саутенд Юнайтед | 1:2     | Шеффілд Юнайтед      |
| 23 лютого              | Лейтон Орієнт   | 0:3     | Арсенал              |
| 23 лютого              | Лідс Юнайтед    | 1:1     | Челсі                |
| 27 лютого Перегравання | Челсі           | 1:1     | Лідс Юнайтед         |
| 3 березня Перегравання | Лідс Юнайтед    | 1:5     | Челсі                |

## Шостий раунд
На цьому етапі зіграли переможці попереднього раунду.
| Дата      | Господарі       | Рахунок | Гості           |
| --------- | --------------- | ------- | --------------- |
| 8 березня | Блекберн Роверз | 3:1     | Бернлі          |
| 8 березня | Портсмут        | 2:4     | Ньюкасл Юнайтед |
| 8 березня | Лутон Таун      | 2:3     | Арсенал         |
| 8 березня | Шеффілд Юнайтед | 0:1     | Челсі           |

## Півфінали
У півфіналах зіграли команди, що перемогли на попередньому етапі.
| Дата                  | Господарі       | Рахунок | Гості           |
| --------------------- | --------------- | ------- | --------------- |
| 29 березня            | Ньюкасл Юнайтед | 0:0     | Блекберн Роверз |
| 2 квітня Перегравання | Блекберн Роверз | 1:2     | Ньюкасл Юнайтед |
| 5 квітня              | Челсі           | 1:1     | Арсенал         |
| 7 квітня Перегравання | Арсенал         | 3:0     | Челсі           |

## Фінал
| 3 травня 1952 |

| Ньюкасл Юнайтед | 1:0      | Арсенал |
| --------------- | -------- | ------- |
| Х.Робледо 84'   | Протокол |         |

| Вемблі, Лондон Глядачів: 100 000 Арбітр: Артур Елліс |